# يانوش ماتي
جانوس ماتي (بالمجرية: Máté János)‏ هو لاعب كرة قدم مجري في مركز الهجوم، ولد في 19 مايو 1990 في دبرتسن في المجر. لعب مع نادي فيرينتسفاروشي ونادي مول فيهيرفار.

## وصلات خارجية
- يانوس ماتي على موقع اتحاد المجر (الهنغارية)
- يانوس ماتي على موقع قاعدة بيانات كرة القدم.إي يو (الإنجليزية)
- يانوس ماتي على موقع Soccerway.com (الإنجليزية)